# Henrik Lejonets orden

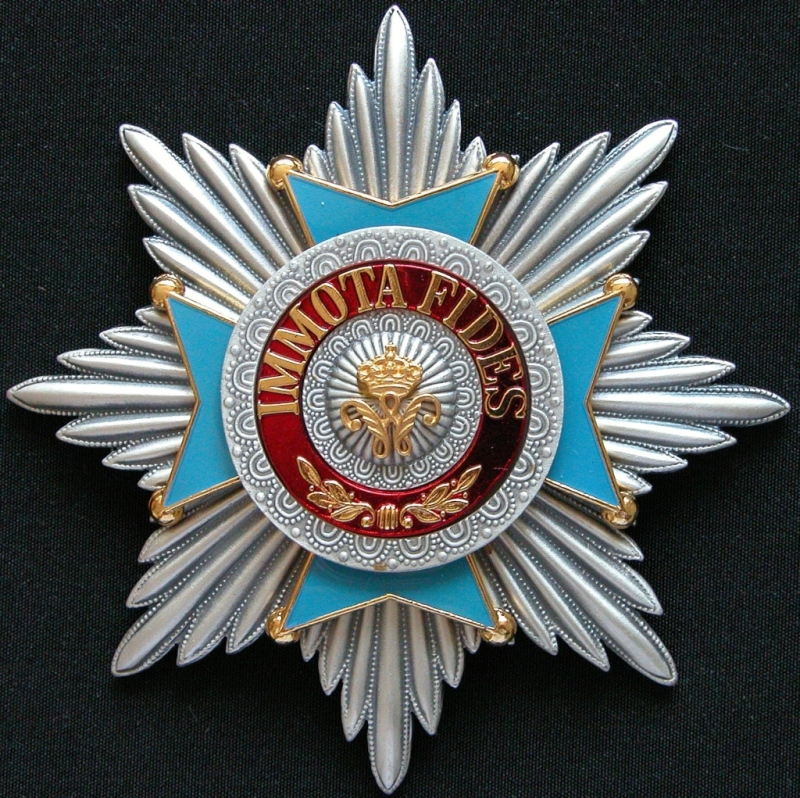
Kraschan för storkorsgraden.

Henrik Lejonets orden var en orden instiftad den 25 april 1834 av hertig Wilhelm av Braunschweig i fem klasser med två förtjänstkors.
Orden har fått sitt namn efter 1100-tals hertigen Henrik Lejonet.